# Coupe de France 1918/19
Der Wettbewerb um die Coupe de France in der Saison 1918/19 war die zweite Ausspielung des französischen Fußballpokals für Männermannschaften. Er begann wenige Wochen vor Ende des Ersten Weltkriegs; deshalb nahmen Mannschaften aus dem zu Deutschland gehörenden Elsass und Teilen Lothringens daran ebenso wenig teil wie solche aus den vom Krieg besonders betroffenen nördlichen und östlichen Regionen.
Für diese vom Comité Français Interfédéral (CFI) organisierten Veranstaltung meldeten 59 Vereine aus den noch nebeneinander bestehenden Verbänden – der Union des sociétés françaises de sports athlétiques (USFSA), der kirchlichen Fédération Gymnastique et Sportive des Patronages Français (FGSPF), der Ligue de Football Association (LFA) und der Fédération Cycliste et Athlétique de France (FCAF). Die Gründung des einheitlichen Landesverbands Fédération Française de Football fand erst nach Abschluss des Pokals von 1918/19 statt (Genaueres siehe hier). Gewinner des diesjährigen Pokals – dieser trug auch in diesem Jahr noch den Namen Coupe Charles Simon, benannt nach einem an der Front gefallenen Sportler und Verbandsfunktionär – wurde CASG Paris, der besonders während der Kriegsjahre sehr erfolgreiche Betriebssportverein der Großbank Société Générale. CASG bezwang im Endspiel den Titelverteidiger Olympique Paris – wie die „Bankiers“ in der USFSA organisiert –, an dem sie im Vorjahr noch im Halbfinale gescheitert waren.
Fünf Mannschaften erhielten für die erste Runde ein Freilos, die 54 anderen bestritten eine Qualifikationsrunde. Eine Pokalkommission setzte rundenweise sämtliche Begegnungen fest, wobei – unter den Kriegsbedingungen nicht unlogisch – Fragen der Reisedistanzen im großflächigen Frankreich ebenso eine Rolle spielten wie die Qualität der an den jeweiligen Orten vorhandenen Spielstätten und der Infrastruktur. Dabei wurde auch das Heimrecht festgelegt. Endete eine Begegnung nach Verlängerung unentschieden, wurde ein Wiederholungsspiel ausgetragen.

## 1. Runde
Spiele am 6. Oktober 1918
| - Légion Saint-Michel – Étoile des Deux Lacs 4:0 - AS Française Paris – SO Audonien Saint-Ouen 4:0 - CASG Paris – Enghien Sports nicht ausgetr. (a) - CS des Terreaux Lyon – US Saint-Bruno Lyon 5:0 - UA Cognac – Jeanne d’Arc Angoulême 1:4 (b) - SS Stade Jean-Macé Troyes – AJ Auxerre nicht ausgetr. (a) - Stade Toulousain – ES Mont-de-Marsan (c) - US Rennes – US Malouin Saint-Servan 1:3 - Red Star AC Paris – USA Clichy 1:0 - AC Casino – Éveil Lyon 20:0 - Stade Rennes – La Tour d’Auvergne Rennes 6:0 - Cadets de Bretagne Rennes – CS Rennes nicht ausgetr. (a) - Stade Français Paris – Renault FA Paris nicht ausgetr. (a) - Club Français Paris – Cosmopolitan Club Paris 4:0 | - Olympique Paris – Margarita Club Vésinet 8:0 - Gallia Club Paris – CA Vitry 4:2 - FC Lyon – La Vaillante Lyon 19:1 - AS Lyon – Lyon OU 3:2 - Stade Laval – US Le Mans nicht ausgetr. (a) - Raincy Sports – Championnet Sport nicht ausgetr. (a) - SC Choisy-le-Roi – US Suisse Paris 4:2 - VGA du Médoc – Stade Bordeaux UC 3:0 - Alliance Vélo Sportive Auxerre – Éveil Sportif Dijon 4:2 - Patronage Olier – CS Argenteuil 2:5 - CSA Montluçon – AS Michelin nicht ausgetr. (a) - Racing Club de France – Royal Excelsior FC 4:3 - CA Paris – CG Entraînement 3:0 |

## Sechzehntelfinale
Spiele am 3. November 1918
| - AS Française Paris – Légion Saint-Michel 3:0 - CASG Paris – SC Choisy-le-Roi 5:1 - CS des Terreaux Lyon – FC Lyon 2:1 - UA Cognac – Cadets de Bretagne Rennes nicht ausgetr. (d) - SC Troyes – SS Stade Jean-Macé Troyes 0:3 - US Malouin Saint-Servan – Stade Rennes 3:4 - Red Star AC Paris – Stade Français Paris 0:4 - Olympique Marseille – SC Marseille 2:1 | - Olympique Paris – Gallia Club Paris 7:2 - AS Lyon – AC Casino 3:1 - AS Brest – Stade Laval 4:3 - VGA du Médoc – Stade Toulousain nicht ausgetr. (d) - Alliance Vélo Sportive Auxerre – CSA Montluçon nicht ausgetr. (d) - Racing Club de France – CS Argenteuil (e) - CA Paris – Raincy Sports 18:1 - Le Havre AC – Club Français Paris 8:0 |

## Achtelfinale
Spiele am 1., Wiederholungsspiel am 15. Dezember 1918
| - CASG Paris – Stade Français Paris 2:0 - SS Stade Jean-Macé Troyes – AS Française Paris 1:4 - Stade Rennes – AS Brest 5:0 - Olympique Marseille – AS Lyon 1:1 n. V., 2:1 (f) | - Olympique Paris – Racing Club de France 4:3 - VGA du Médoc – UA Cognac 12:0 - Alliance Vélo Sportive Auxerre – CS des Terreaux Lyon 1:7 - CA Paris – Le Havre AC nicht ausgetr. (g) |

## Viertelfinale
Spiele am 5. Januar 1919
| - CASG Paris – AS Française Paris 4:2 - Stade Rennes – AS Lyon 1:0 | - Olympique Paris – CA Paris 2:1 - VGA du Médoc – CS des Terreaux Lyon 3:1 |

## Halbfinale
Spiele am 2. Februar 1919
| - Stade Rennes – CASG Paris 3:4 | - VGA du Médoc – Olympique Paris 3:4 |

## Finale
Spiel am 6. April 1919 im Prinzenparkstadion in Paris vor 10.000 Zuschauern
- CASG Paris – Olympique Paris 3:2 (1:1, 1:0) nach Verlängerung

### Mannschaftsaufstellungen
Auswechslungen waren damals nicht möglich; die meisten französischen Vereine hatten in dieser Zeit noch keine fest angestellten Trainer.
CASG Paris: Lucien Ganneval – John Mentha , Célestin Frizon – Hadden, Alphonse Schmer, Émilien Devic – Eugène Devicq, Paul Deydier, Louis Hatzfeld, Jean Boyer, Julien Devicq
Olympique Paris: Blochet – Émile Fiévet, Henri Vasselin – Marcel Jousserand, Maurice Ninot, Van Steck – Jules Dewaquez, Paul Landauer, Marcel Mainguet, Louis Darques , Eugène Dartoux
Schiedsrichter: Armand Thibeaudeau (Paris)

### Tore
1:0 Devic
1:1 Darques
1:2 Dewaquez
2:2 Hatzfeld
3:2 Hatzfeld

### Besondere Vorkommnisse
Olympique Paris (im Vorjahr noch Olympique Pantin benannt) musste im Finale auf vier belgische Stammspieler (Torhüter René Decoux, Van Roey, Lambrechts und Verhoeven) verzichten, die Ende 1918 – bei Kriegsende – in ihr Heimatland zurückgekehrt und nicht bereit waren, für diese Begegnung noch einmal nach Paris zu kommen.
Am Tag nach diesem Endspiel fand in Paris auch die Gründungsversammlung der Fédération Française de Football Association (FFFA, später FFF) statt.